# Седеляно
Седеля̀но (на италиански: Sedegliano; на фриулски: Sedeàn, Седеан) е малко градче и община в Северна Италия, провинция Удине, автономен регион Фриули-Венеция Джулия. Разположено е на 84 m надморска височина. Населението на общината е 3926 души (към 2010 г.).